# Norwegische Poolbillard-Meisterschaft
Die norwegische Poolbillard-Meisterschaft ist ein jährlich ausgetragenes Poolbillardturnier zur Ermittlung der nationalen Meister Norwegens in den Billarddisziplinen 8-Ball, 9-Ball, 10-Ball und 14/1 endlos.
Rekordsieger bei den Herren ist Vegar Kristiansen mit 29 Titeln, gefolgt vom neunfachen Norwegischen Meister Bjørn L’Orange und dem achtmaligen Titelträger Kristoffer Mindrebøe. Bei den Damen war Line Kjørsvik mit bislang 35 Siegen am erfolgreichsten, bei den Senioren (Veteranen) Reidar-Rune Larsen mit zehn Titeln.

## Norwegische Meister

### Herren
| Jahr | 14/1 endlos           | 8-Ball                | 9-Ball                | 10-Ball              |
| ---- | --------------------- | --------------------- | --------------------- | -------------------- |
| 1982 |                       | Bjørn L’Orange        |                       |                      |
| 1983 | Bjørn L’Orange        |                       |                       |                      |
| 1984 | Bjørn L’Orange        | Bjørn L’Orange        |                       |                      |
| 1985 | Frode Hellerud        | Bjørn L’Orange        | Torstein Wik          |                      |
| 1986 | Bjørn L’Orange        | Bjørn L’Orange        | Lars Harald Riiber    |                      |
| 1987 | Reidar-Rune Larsen    | Lars Harald Riiber    | Reidar-Rune Larsen    |                      |
| 1988 | Lars Harald Riiber    | Christian Johannessen | Lars Harald Riiber    |                      |
| 1989 | Lars Harald Riiber    | Rolf Jensen           | Atle Foldnes          |                      |
| 1990 | Lars Harald Riiber    | Vegar Kristiansen     | Stein Amundsen        |                      |
| 1991 | Vegar Kristiansen     | Vegar Kristiansen     | Christian Johannessen |                      |
| 1992 | Christian Johannessen | Trond Larsen          | Trond Larsen          |                      |
| 1993 | Bjørn L’Orange        | Trond Larsen          | Vegar Kristiansen     |                      |
| 1994 | Raymond Hauge         | Lars Harald Riiber    | Raymond Hauge         |                      |
| 1995 | Roger Lysholm         | Roger Lysholm         | Vegar Kristiansen     |                      |
| 1996 | Raymond Hauge         | Tron Engebakk         | Jørn Kjølaas          |                      |
| 1997 | Thomas Jømne          | Vegar Kristiansen     | Bjørn L’Orange        |                      |
| 1998 | Stian Bergersen       | Malvin Bjelland       | Vegar Kristiansen     |                      |
| 1999 | Vegar Kristiansen     | Christian Johannessen | Christian Johannessen |                      |
| 2000 | Roger Lysholm         | Vegar Kristiansen     | Vegar Kristiansen     |                      |
| 2001 | Didrik Vatne          | Roger Lysholm         | Vegar Kristiansen     |                      |
| 2002 | Vegar Kristiansen     | Raymond Hauge         | Raymond Hauge         |                      |
| 2003 | Ronny Oldervik        | Raymond Hauge         | Raymond Hauge         |                      |
| 2004 | Vegar Kristiansen     | Øystein Berg          | Vegar Kristiansen     |                      |
| 2005 | Vegar Kristiansen     | Joakim Haugen         | Vegar Kristiansen     |                      |
| 2006 | Joakim Haugen         | Roger Lysholm         | Roger Lysholm         |                      |
| 2007 | Mats Schjetne         | Vegar Kristiansen     | Ronny Oldervik        |                      |
| 2008 | Vegar Kristiansen     | Ronny Oldervik        | Tommy Wolff           |                      |
| 2009 | Malvin Bjelland       | Ronny Oldervik        | Mats Schjetne         | Roger Lysholm        |
| 2010 | Vegar Kristiansen     | Malvin Bjelland       | Vegar Kristiansen     | Vegar Kristiansen    |
| 2011 | Vegar Kristiansen     | Kristoffer Mindrebøe  | Vegar Kristiansen     | Kristoffer Mindrebøe |
| 2012 | Matey Ullah           | Kristoffer Mindrebøe  | Kristoffer Mindrebøe  | Vegar Kristiansen    |
| 2013 | Kristoffer Mindrebøe  | Vegar Kristiansen     | Vegar Kristiansen     | Mats Schjetne        |
| 2014 | nicht bekannt         | Vegar Kristiansen     | Vegar Kristiansen     | Mats Schjetne        |
| 2015 | Kristoffer Mindrebøe  | Steffen Wolff         | Damianos Yiallourakis | Mats Schjetne        |
| 2016 | Tommy Wolff           | Kristoffer Mindrebøe  | Kristoffer Mindrebøe  | Vegar Kristiansen    |

### Damen
| Jahr | 14/1 endlos            | 8-Ball                 | 9-Ball                 | 10-Ball              |
| ---- | ---------------------- | ---------------------- | ---------------------- | -------------------- |
| 1982 |                        | Liv Jorunn Gulbrandsen |                        |                      |
| 1983 | Helene Løchen          |                        |                        |                      |
| 1984 | Helene Løchen          |                        |                        |                      |
| 1985 | Liv Jorunn Gulbrandsen | Liv Jorunn Gulbrandsen |                        |                      |
| 1986 | Monica Eng             | Liv Jorunn Gulbrandsen | Lise Line Larsen       |                      |
| 1987 | Helene Løchen          | Helene Løchen          | Bente Torp             |                      |
| 1988 |                        | Liv Jorunn Gulbrandsen | Liv Jorunn Gulbrandsen |                      |
| 1989 | Liv Jorunn Gulbrandsen | Liv Jorunn Gulbrandsen | Therese Seim           |                      |
| 1990 | Liv Jorunn Gulbrandsen | Anita Andresen         | Vibeke Styve           |                      |
| 1991 | Vibeke Havre           | Vibeke Styve           | Anita Andresen         |                      |
| 1992 | Anita Andresen         | Vibeke Styve           | Anita Andresen         |                      |
| 1993 | Anita Andresen         | Vibeke Styve           | Vibeke Havre           |                      |
| 1994 | Line Kjørsvik          | Vibeke Styve           | Line Kjørsvik          |                      |
| 1995 | Liv Jorunn Gulbrandsen | Line Kjørsvik          | Camilla Nesse          |                      |
| 1996 | Line Kjørsvik          | Line Kjørsvik          | Line Kjørsvik          |                      |
| 1997 | Line Kjørsvik          | Anita Rizzuti          | Line Kjørsvik          |                      |
| 1998 | Line Kjørsvik          | Eva Linn Fossheim      | Line Kjørsvik          |                      |
| 1999 | Eva Linn Fossheim      | Line Kjørsvik          | Line Kjørsvik          |                      |
| 2000 | Eva Linn Fossheim      | Annette Tjensvoll      | Eva Linn Fossheim      |                      |
| 2001 | Line Kjørsvik          | Eva Linn Fossheim      | Line Kjørsvik          |                      |
| 2002 | Line Kjørsvik          | Line Kjørsvik          | Line Kjørsvik          |                      |
| 2003 | Line Kjørsvik          | Line Kjørsvik          | Ine Helvik             |                      |
| 2004 | Ine Helvik             | Iselin Herland         | Iselin Herland         |                      |
| 2005 | Ine Helvik             | Ine Helvik             | Line Kjørsvik          |                      |
| 2006 | Line Kjørsvik          | Ine Helvik             | Line Kjørsvik          |                      |
| 2007 | Line Kjørsvik          | Line Kjørsvik          | Line Kjørsvik          |                      |
| 2008 | Line Kjørsvik          | Line Kjørsvik          | Line Kjørsvik          |                      |
| 2009 | Ine Helvik             | Ine Helvik             | Line Kjørsvik          | Ine Helvik           |
| 2010 | Martine Christiansen   | Line Kjørsvik          | Martine Christiansen   | Martine Christiansen |
| 2011 | Connie Kibsgaard       | Line Kjørsvik          | Line Kjørsvik          | Ine Helvik           |
| 2012 | Martine Christiansen   | Ine Helvik             | Martine Christiansen   | Ine Helvik           |
| 2013 | Martine Christiansen   | Line Kjørsvik          | Line Kjørsvik          | Line Kjørsvik        |
| 2014 | nicht bekannt          | Kensi Kion             | Kensi Kion             | Kensi Kion           |
| 2015 | Ine Helvik             | Ine Helvik             | Ine Helvik             | Ine Helvik           |
| 2016 | Kensi Kion             | Kensi Kion             | Ine Helvik             | Ine Helvik           |

### Veteranen
| Jahr | 14/1 endlos           | 8-Ball                | 9-Ball                | 10-Ball            |
| ---- | --------------------- | --------------------- | --------------------- | ------------------ |
| 1991 |                       | Kjell Nilssen         |                       |                    |
| 1992 | Eystein Gangfløt      |                       |                       |                    |
| 1993 | Eystein Gangfløt      | Eystein Gangfløt      |                       |                    |
| 1994 | Reidar-Rune Larsen    | Reidar-Rune Larsen    |                       |                    |
| 1995 | Reidar-Rune Larsen    | Reidar-Rune Larsen    |                       |                    |
| 1996 | Reidar-Rune Larsen    | Reidar-Rune Larsen    |                       |                    |
| 1997 | Jan Kristensen        | Reidar-Rune Larsen    |                       |                    |
| 1998 | Bjarne Pettersen      | Bjørn Strandhus       |                       |                    |
| 1999 | Torstein Wik          | Torstein Wik          |                       |                    |
| 2000 | Reidar-Rune Larsen    | Bjarne Pettersen      |                       |                    |
| 2001 | Reidar-Rune Larsen    | Hans Olav Sundøy      | Carl Johan Claussen   |                    |
| 2002 | Jan Terje Øyen        | Jan Terje Øyen        | Torstein Wik          |                    |
| 2003 | Jan Terje Øyen        | Reidar-Rune Larsen    | Ragnar Koch           |                    |
| 2004 | Jan Mario Johansen    | Jan Mario Johansen    | Jan Mario Johansen    |                    |
| 2005 | Jan Kristensen        | Jan Mario Johansen    | Jan Mario Johansen    |                    |
| 2006 | Bjørn Strandhus       | Jan Terje Øyen        | Hans Olav Sundøy      |                    |
| 2007 | Rolf Jensen           | Rolf Jensen           | Rolf Jensen           |                    |
| 2008 | Rolf Jensen           | Christian Johannessen | Jan Morten Arnesen    |                    |
| 2009 | Christian Johannessen | Christian Johannessen | Christian Johannessen |                    |
| 2010 | Jan Morten Arnesen    | Morten Børja          | Tom Bjerke            |                    |
| 2011 | Tom Bjerke            | Espen M. Andersen     | Tom Bjerke            | Jan Erik Gundersen |
| 2012 | Robert Farinetti      | Vidar Blidensol       | Roger Lysholm         | Roger Lysholm      |
| 2013 | Espen Saltnes         | Tom Bjerke            | Ole Eidsheim          | Tom Bjerke         |
| 2014 | Espen Saltnes         | Roger Lysholm         | Tom Bjerke            | Jørgen Nilsen      |
| 2015 | Dag-Jøran Aralden     | Espen Saltnes         | Jørgen Nilsen         | Roger Lysholm      |
| 2016 | Christian Johannessen | Christian Johannessen | Christian Johannessen | Espen Saltnes      |